# 7 plagen
7 plagen was een spelprogramma op de Nederlandse televisiezender Talpa. Het werd gepresenteerd door Elke Vanelderen en Winston Gerschtanowitz.
Het programma was ook bedoeld voor de Belgische zender KanaalTwee, maar uiteindelijk werd het niet uitgezonden in België.
In 2006 werd het programma vanwege de slechte kijkcijfers stopgezet. In het voorjaar van 2007 werden de overige uitzendingen alsnog uitgezonden.

## Format
In "7 plagen" zaten steeds twee teams – een uit Nederland en een uit België – van elk vier personen in twee aangrenzende huizen. De bedoeling was zo min mogelijk plagen te krijgen en de ander zo veel mogelijk plagen te bezorgen. Hoe meer plagen de teams kregen, hoe moeilijker het werd om ze allemaal goed uit te voeren. Dit ging zo door tot een team capituleerde of te veel overtredingen maakte en het huis verplicht moest verlaten. Het team dat overbleef, won het in de voorgaande afleveringen verdiende geld.
Aanvankelijk kreeg elk team twee of drie plagen. Dat aantal groeide met de dag: elke dag kwamen de teams samen op een speelveld om bepaalde opdrachten uit te voeren. Het team dat een opdracht verloor, kreeg er nog een plaag bij. Per opdracht werd het totale prijzengeld met 1000 euro verhoogd. Werd een plaag niet goed uitgevoerd door een team, dan kreeg dat team bij wijze van sanctie een nieuwe plaag opgelegd als toevoeging aan de reeds verkregen plagen.